# Paseo de Pamplona (Zaragoza)
El paseo de Pamplona es uno de los principales paseos de Zaragoza. Conecta la plaza de Basilio Paraíso con la Puerta del Carmen.